# 96. вечити дерби у фудбалу
96. вечити дерби у фудбалу је фудбалска утакмица одиграна у Београду 30. априла 1994. године, између Црвене звезде и Партизана. Утакмица се завршила резултатом 3 : 2 (2 : 1) за Црвену звезду.